# Racing Club de Bruxelles (9012)
Racing Club de Bruxelles was een Belgische voetbalclub uit Watermaal-Bosvoorde. De club sloot in 1985 aan bij de KBVB met stamnummer 9012. 
In 1989 fuseerde de club met CS Watermael tot Racing Club de Bruxelles (7759). 

## Geschiedenis
De club verwees met zijn naam en clubkleuren naar het roemruchte Racing Club de Bruxelles met stamnummer 6.
Dit nieuwe Racing Club de Bruxelles was weinig succesvol, in de drie seizoenen dat men in Vierde Provinciale aantrad, eindigde men telkens in de onderste regionen. 
In 1989 besloot men met het in 1972 opgerichte CS Watermael te fusioneren, waarbij men het stamnummer van deze club zou overnemen (7759), maar de clubkleuren en naam Racing Club de Bruxelles zou behouden. Het stamnummer 9012 verdween.